# Mark Warawa
Mark Warawa (né le 7 mai 1950 à Vancouver (Colombie-Britannique) et mort le 20 juin 2019 est un homme d'affaires (dans le secteur de l'assurance) et homme politique canadien.

## Biographie
Mark Warawa est député à la Chambre des communes du Canada, représentant la circonscription britanno-colombienne de Langley depuis l'élection fédérale de 2004 sous la bannière du Parti conservateur du Canada. Il a été réélu lors de l'élection de 2006 ; il a été secrétaire parlementaire du ministre de l'Environnement, John Baird. À partir de novembre 2015, il est porte-parole de l'Opposition officielle pour les Aînés. Il est connu pour ses positions pro-vie.
Avant de se lancer en politique, il a été homme d'affaires et conseiller municipal de Langley pendant plusieurs années.